# OpenNIC
OpenNIC, OpenNIC Project — независимое от правительства какой-либо страны сообщество любителей, управляющее альтернативной сетью серверов DNS, обслуживающих как запросы доменных имён, администрируемых ICANN, так и к запросы к доменам из независимых от ICAAN доменов верхнего уровня (англ. TLD, Top Level Domain).
На 2021 год серверы OpenNIC Project обслуживали запросы к альтернативным TLD .geek, .indy, .bbs, .gopher, .o, .libre, .oss, .dyn, .null и некоторым другим.
Чтобы получить доступ к сайтам доменов OpenNIC, пользователю достаточно настроить на своём компьютере или маршрутизаторе серверы DNS OpenNIC, при этом будут доступны и сайты доменов OpenNIC, и сайты доменов, адмнистрируемых ICAAN.

## История
1 июня 2000 года на форуме kuro5hin.org появился пост с призывом энтузиастам создать независимую от правительств службу доменных имён. Первые серверы OpenNIC начали работу в июле того же года.

## Домены верхнего уровня
Серверы OpenNIC обслуживают доменные имена в следующих зонах:
| Зона    | Назначение                                                     | Появился   | Ограничения                                                     | Примечания                                                           | Статус              |
| ------- | -------------------------------------------------------------- | ---------- | --------------------------------------------------------------- | -------------------------------------------------------------------- | ------------------- |
| .bbs    | Доски BBS и связанные сервисы                                  | 2000-12-29 | Домены должны предоставлять услуги BBS.                         |                                                                      | Регистрация вручную |
| .chan   | Имиджборды и всё, связанное с этой культурой                   | 2015-10-21 |                                                                 |                                                                      | Работает            |
| .cyb    | Киберпанк                                                      | 2017-08-14 |                                                                 |                                                                      | Работает            |
| .dyn    | Указатели динамических DNS                                     | 2014-05-30 | Только A, AAAA, RP и TXT записи.                                | Неиспользуемые домены удаляются через 28 дней.                       | Работает            |
| .epic   | Домен общего назначения для всего, что имеет «эпичную» природу | 2019-09-03 |                                                                 |                                                                      | Работает            |
| .free   | Некоммерческие организации, свободный интернет                 |            | Только некоммерческие службы. Регистрация закрыта               | Перемещён в зону .libre после открытия ICANN собственной зоны .free. | Закрыта             |
| .geek   | Всё для гиков                                                  | 2008-02-18 |                                                                 |                                                                      | Работает            |
| .gopher | Всё на протоколе gopher                                        |            | Только протокол gopher.                                         |                                                                      | Работает            |
| .indy   | Независимые СМИ и искусство                                    |            |                                                                 |                                                                      | Работает            |
| .libre  | Некоммерческие организации, свободный интернет                 | 2017-01-03 | Только некоммерческие службы                                    | Наследник зоны .free                                                 | Работает            |
| .neo    | Общего назначения                                              |            |                                                                 | Субкультура эмо                                                      | Регистрация вручную |
| .null   | Общего назначения                                              |            | Только некоммерческое использование. Только для физических лиц. |                                                                      | Работает            |
| .o      | Общего назначения                                              | 2016-11-28 | Запрещён спам и киберсквоттинг.                                 |                                                                      | Работает            |
| .oss    | Open Source Software                                           |            |                                                                 |                                                                      | Работает            |
| .oz     | Австралийская зона (альтернатива зоне .au )                    | 2012-06-11 |                                                                 |                                                                      | Работает            |
| .parody | Пародийные вебсайты                                            |            | Некоммерческие                                                  |                                                                      | Работает            |
| .pirate | Всё, связанное с компьютерным пиратством                       |            |                                                                 |                                                                      | Работает            |

Несмотря на то, что доступ к данным доменам можно получить путём несложной модификации программного обеспечения на домашнем роутере, либо прописав соответствующие DNS в настройках компьютера, большинству пользователей эти доменные зоны остаются недоступными.